# Oreogetonidae
Famille
Les Oreogetonidae sont une famille de diptères appartenant à la superfamille des Empidoidea. Cette famille ne comprend qu’un seul genre, Oreogeton, avec 36 espèces décrites,. Ces mouches sont largement répandues, notamment en Amérique du Sud où la majorité des espèces est concentrée, mais également en Amérique du Nord, en Europe, en Asie, en Australie et en Nouvelle-Zélande.

## Description
Les Oreogetonidae sont des mouches de petite à moyenne taille, élancées, dotées d’ailes larges avec un grand lobe anal. Leur nervation alaire présente des motifs distinctifs : la veine radiale se divise en quatre branches, la veine médiane en trois, et une grande cellule discale pentagonale irrégulière est située au centre de l’aile. Les deux veines anales sont faibles et n’atteignent pas le bord de l’aile. Parmi leurs autres caractéristiques, on note une tête avec de grands yeux composés et un proboscis allongé, des antennes composées de trois segments ou moins (souvent avec un style ou une arista), et un thorax portant des soies principalement sur les régions notopleurales et scutellaires. Les pattes varient en forme, parfois modifiées, et l’abdomen peut être allongé ou court selon les espèces.

## Répartition
La famille des Oreogetonidae est présente à l’échelle mondiale, avec une forte concentration de ses 36 espèces en Amérique du Sud. Elle est également recensée en Amérique du Nord, en Europe (par exemple, Oreogeton basalis en Europe centrale jusqu’en Allemagne et en Pologne), en Asie (comme Oreogeton nippon au Japon), en Australie et en Nouvelle-Zélande. Cette vaste répartition témoigne de leur adaptabilité à divers environnements écologiques.

## Biologie
Les adultes Oreogetonidae sont diurnes, c’est-à-dire actifs pendant la journée, et prédateurs, se nourrissant d’autres insectes. Les larves, quant à elles, sont aquatiques, vivant dans des environnements d’eau douce, et également prédatrices, s’attaquant à de petits organismes aquatiques tels que les larves de moustiques. Ce comportement prédateur est typique des Empidoidea.

## Rôle écologique
Les Oreogetonidae jouent un rôle dans la régulation des populations d’insectes en tant qu’adultes et participent aux réseaux trophiques des eaux douces via leurs larves. En se nourrissant notamment de larves de moustiques, ces dernières peuvent influencer les écosystèmes aquatiques et potentiellement contribuer au contrôle naturel des nuisibles. Leur présence dans divers habitats souligne leur polyvalence écologique.

## Liste des genres
Selon Catalogue of Life (20 mars 2025) :
- genre Oreogeton Schiner, 1860